# Josef Eckard
Josef Eckard (* 20. Januar 1865 in Markelsheim; † 2. Dezember 1906 in Stuttgart; auch Joseph Eckard) war ein deutscher Politiker, Sozialreformer und römisch-katholischer Geistlicher.

## Leben
Nach dem Besuch des Gymnasiums in Mergentheim absolvierte Eckard ein Studium der Theologie am Wilhelmsstift in Tübingen. Die Priesterweihe erfolgte am 19. Juli 1888. Nach kurzem Vikariat wurde er zunächst Pfarrverweser in Ludwigsburg, dann ab 1890 Stadtpfarrer dort. Ebenfalls 1890 wurde Eckard politischer Redakteur bei der Stuttgarter Zeitung Deutsches Volksblatt. Von 1894 bis 1903 war er regelmäßig Vorsitzender der Delegiertentage der Katholischen Arbeitervereine Süddeutschlands. 1895 errang Eckard den Abgeordnetensitz für das Oberamt Oberndorf in der Zweiten Kammer in den Württembergischen Landständen und war dort Schriftführer im Vorstand in der Wahlperiode bis 1900.
1899 war Eckard Mitbegründer des Diözesanverbandes Katholischer Arbeiterverbände in der Diözese Rottenburg, von 1900 bis 1904 sowie 1906 dessen Diözesanpräses. Bereits 1903 erkrankte Eckard schwer, 1906 verstarb er an Herzlähmung.
Er gilt als Mitgründer und führendes Mitglied der Zentrumspartei in Württemberg. Ab 1891 war er Mitglied des Augustinus-Vereins zur Pflege der katholischen Presse und außerdem ab 1894 Ehrenmitglied der AV Alania Stuttgart. 1906 erhielt er den päpstlichen Orden Pro Ecclesia et Pontifice. Bis zu seinem Tod gründete er 112 Arbeitervereine, denen zu dieser Zeit über 13.000 Mitglieder angehörten.

## Publikationen (Auswahl)
- Enzyklika Leo XIII. über die Arbeiterfrage. Für den Gebrauch der Arbeiter. Stuttgart, 1896.
- Warum gründen wir Arbeitervereine?, Stuttgart, 1. Aufl. 1896; 2. Aufl. 1897.
- Die Württembergische Zentrumsfraktion auf dem Landtag 1895–1900. Eine systemathische Übersicht über ihre Tätigkeit. Politische Zeitfragen in Württemberg 4. Stuttgart, 1900.
- Die Württembergische Zentrumsfraktion auf dem Landtag 1901–1906. Eine systemathische Übersicht über ihre Tätigkeit. Politische Zeitfragen in Württemberg 9–12. Stuttgart, 1906 (mehrere Hefte).